# نمدار برگ‌درشت
نَمدار بَرگ‌دُرُشت، زیرفون، ریزفون، نرمدار، نمدار (نام علمی: Tilia platyphyllos) نام گونه‌ای از درخت نمدار است.
این درخت از تیرهٔ پنیرکیان (Malvaceae) راسته پنیرک‌سانان (Malvales) است. 
نمدار برگ‌درشت دارای تنین‌هایی است که می‌توانند به عنوان داروی بندآور و قابض استفاده شوند.

## نگارخانه

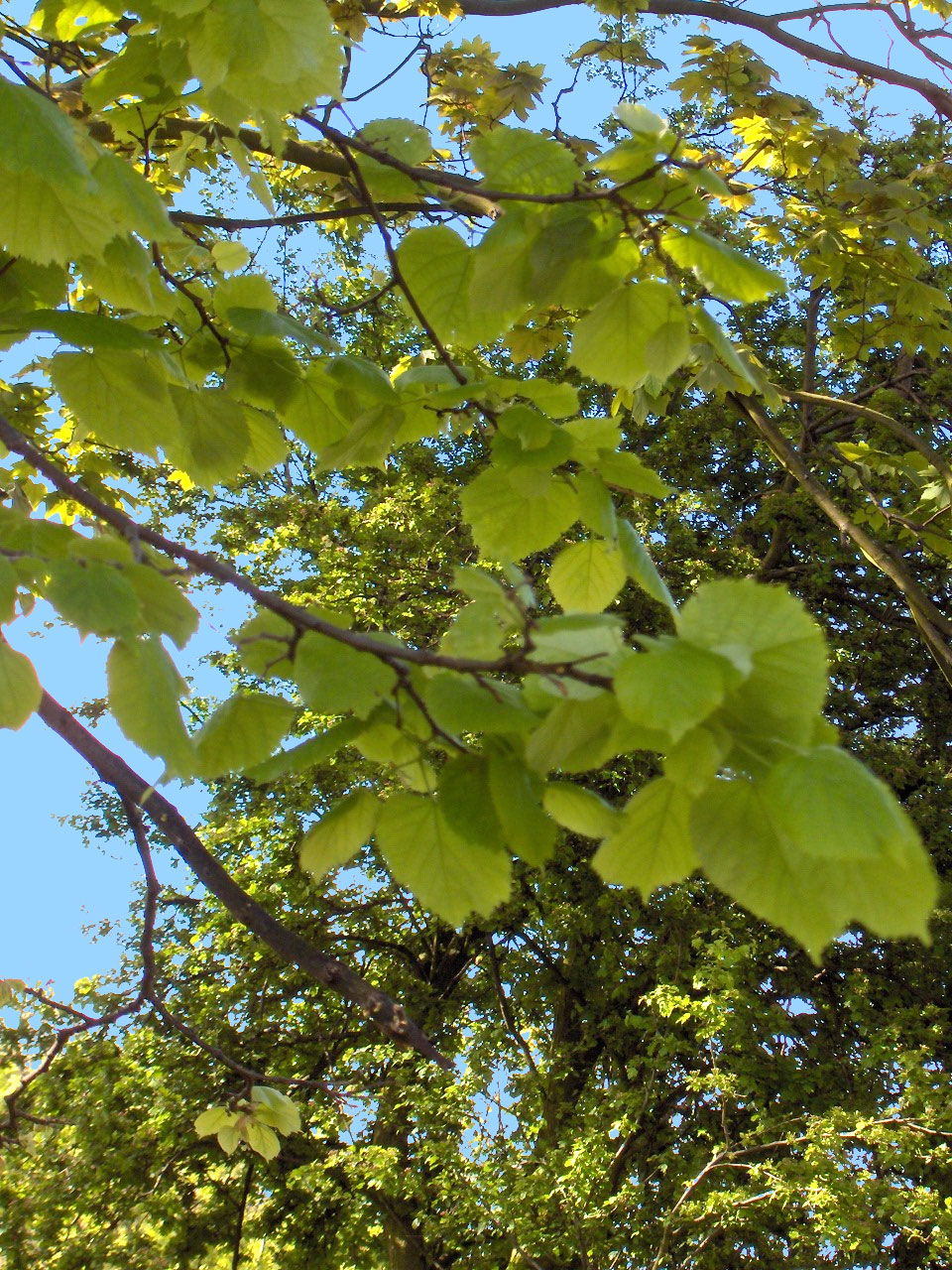
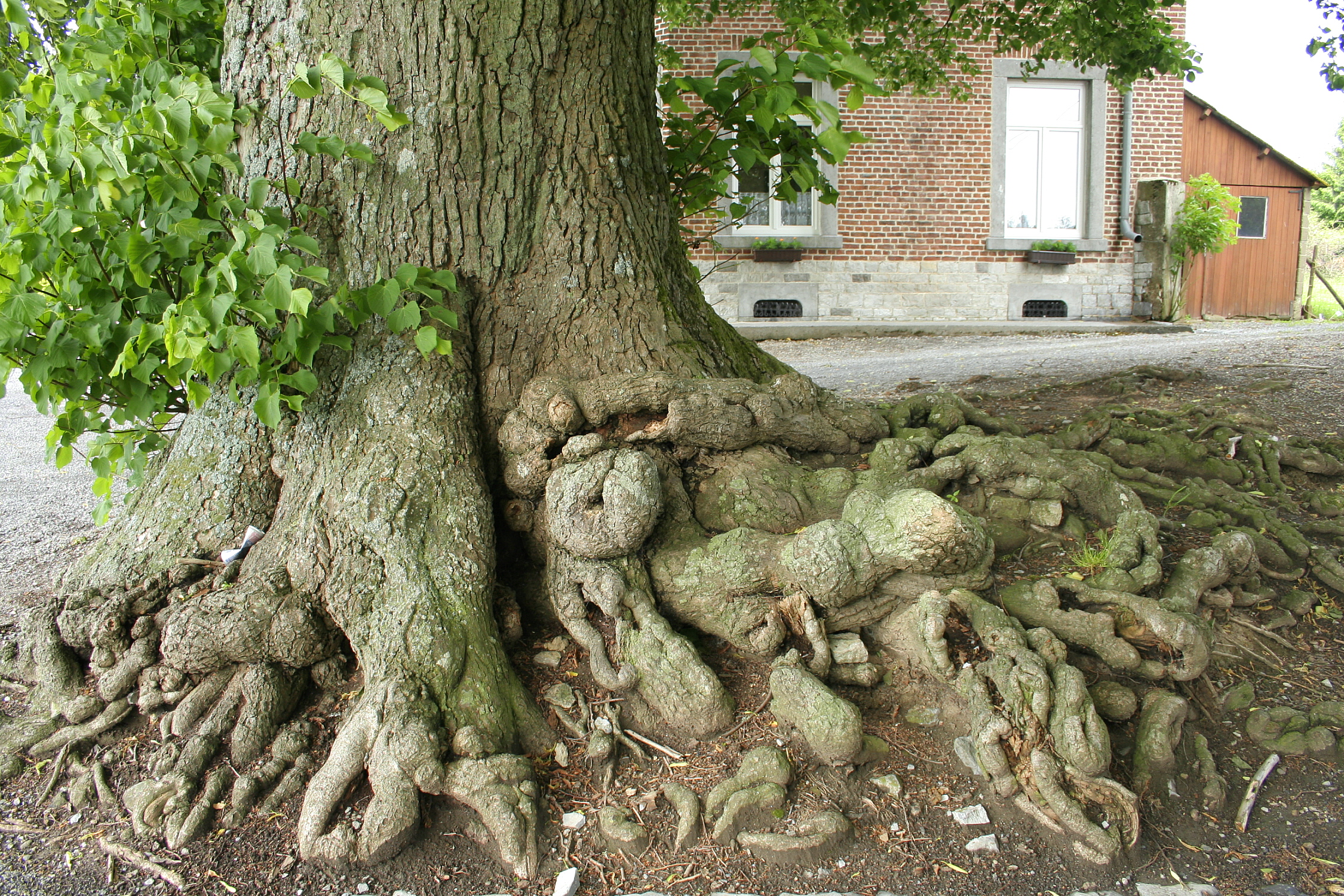